# ミヨー橋
ミヨー橋（ミヨー高架橋〈ミヨーこうかきょう〉、フランス語: Viaduc de Millau、英語: Millau Viaduct）は、フランスの南部、アヴェロン県の主要都市ミヨー近郊のタルン川渓谷に架かる道路専用の斜張橋である。フランス人橋梁技術者ミシェル・ヴィルロジュー (Michel Virlogeux) とイギリス人建築家ノーマン・フォスター (Norman Foster) の協力で設計された。主塔の高さがエッフェル塔や東京タワーよりも高い343メートルに達する、世界一高い橋として知られている。2004年12月14日に式典が行われ、12月16日に開通した。

## 概要

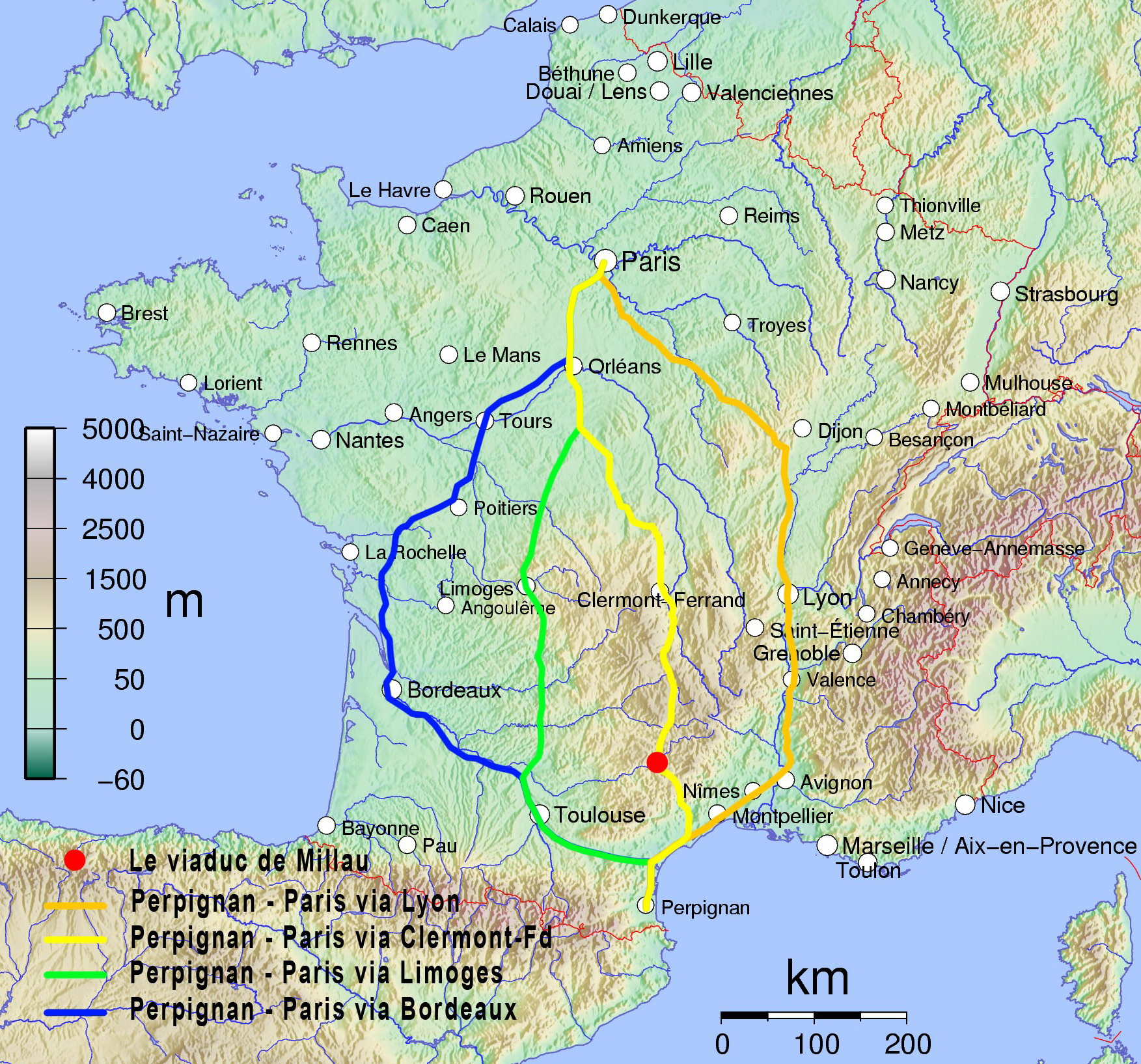
ミヨー橋の位置とフランス南北道路図、黄色がA75号線を含む南北最短道路

タルン川渓谷一帯はフランス中央山塊南東部にある「グラン・コース (Grands Causses)」と呼ばれる石灰岩の高原地帯であり、パリからフランス南西部、更にスペインへ向かう道路がその上を走っている。ミヨー橋の完成前、フランスの南北を貫く国道N9号線を通る自動車は、高原の上からタルン川に向かって高低差300m以上の非常に長い坂道を下り、ミヨーの街の近くを通って再び300mの高さへ坂道を上がっていた。この坂は交通の難所となっており、特に7月後半から8月にかけてのヴァカンス期はパリから南部へ向かう車で激しい渋滞が発生していた。このため、タルン川渓谷をいちばん低い地点で渡り、コース・デュ・ラルザック高原 (causse du Larzac) とコース・ルージュ高原 (causse rouge) を直結する長大な橋が構想された。なお、橋はグラン・コース自然公園の境界内に位置する。
ミヨー橋は、N9号線を代替し、パリから南部へスピードを落とさない高速走行を実現するため計画された、クレルモン＝フェラン市とベジエ市の340kmを結ぶ高速道路（仏：オートルート）A75号線の、最後に残った区間であった。A75号線（別名：地中海高速、la Méridienne）の主な目的は山や谷の多いこの区間での走行速度を上げ、通行にかかる燃料費削減や渋滞の解消など自動車交通に関わる諸コストを削減することである。

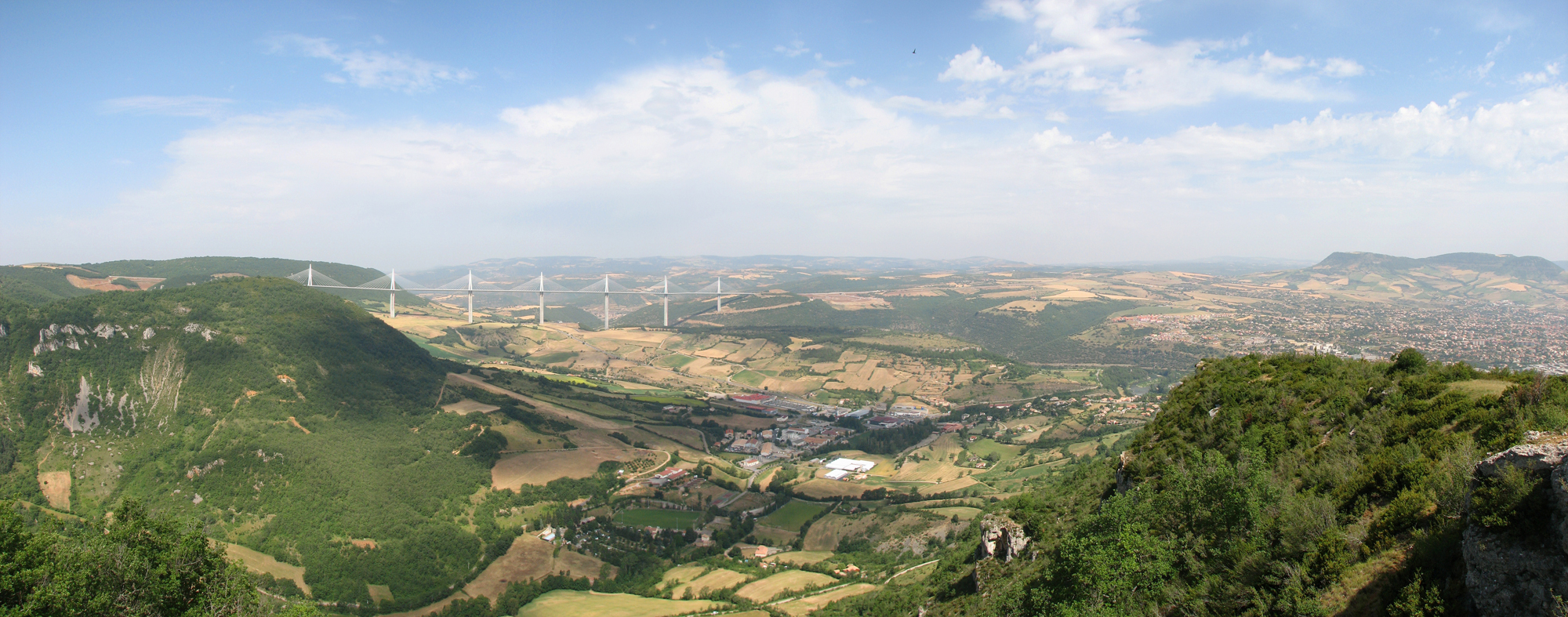
ミヨー橋とタルン川渓谷

ミヨー橋の開通によってタルン渓谷の通過時間とフランス-スペイン間の走行時間は大幅に短縮された。パリから南仏やスペインに向かう旅行者の多くは、今日では従来のリヨンやカオール経由の距離が長く通行料も高い道路より、クレルモン＝フェランとベジエを直結し通行料金の要らないA75号線を選択している（ただし、ミヨー橋だけは有料である）。
ミヨー橋の通行料金（4.90ユーロ、7月と8月のピーク時のみ6.50ユーロ）を徴収し運営しているのは、この橋の建設を行った大手建設会社、エファージュ社の設立した会社である。ミヨー橋は政府が計画したが、資金調達と建築 (build)、所有と運営と料金徴収 (operate) をすべて民間が行い、一定期間後に政府へ引き渡す (Transfer) BOT方式（PFIの一種）によって建設された。エファージュはエッフェル塔も建てた名門企業で、フランス政府との契約により開通から75年間料金を徴収し橋を運営することが認められている。

## 構造
ミヨー橋は7つのコンクリート製橋脚で支えられた、鋼製の8つのスパンの桁から成り立っている。桁の重さは36,000トン、長さは2,460mにおよび、幅は32m、桁の厚みは4.2mである。中央の6つのスパンの長さ（径間）はそれぞれ342mで、両端の2つのスパンは204mである。道路は南から北へ3.025%下る傾斜があるため、運転手に滑り台を落ちてゆくような恐怖感を与えないよう、半径20kmのゆるやかなカーブをつけ、より景観の良い眺めと直接橋の向こう側が見えない安全な視界とを与えている。道路は片側2車線ずつある。
主塔の桁までの高さ（橋脚部分）は77mから246mまでの間であり、それぞれ2,230トンの重さのある16のフレームワークで構成されている。それぞれのフレームワークはさらに重さ60トン、幅4m、高さ17mの部材にわけられ、これらはエファージュ社の工場で製造された後にタルン川渓谷の現地で組み立てられた。橋脚の上にはそれぞれ87mの高さの塔が建っており、ここからケーブルで桁を支えている。
| P1      | P2      | P3      | P4      | P5      | P6      | P7     |
| ------- | ------- | ------- | ------- | ------- | ------- | ------ |
| 94.501m | 244.96m | 221.05m | 144.21m | 136.42m | 111.94m | 77.56m |

下から見た工事中のミヨー橋と、仮設支柱

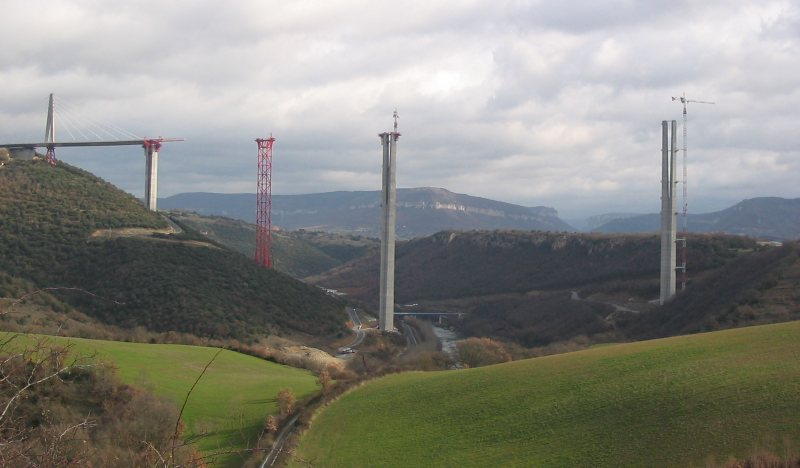
2004年1月、工事中のミヨー橋。左から橋桁が押し出されつつある

主桁は押出し架設工法によって架設された。先に橋脚が組み立てられ、その後にGPSで位置をミリ単位にまでコントロールされた水圧ラムが、4分間のサイクルで600mm進むというゆっくりしたスピードで橋桁を橋脚や仮設支柱の上へと押し出していった。橋桁がつながった後、橋脚の上の塔が組み上げられ、そこから主桁を吊るケーブルが張られた後、仮設支柱は撤去された。
ミヨー橋は構造体が世界一高い橋であるが、イタリア半島とシチリア島の間で計画されているメッシーナ海峡大橋（中央径間3,300m、主塔高さ382.6m）が建設されれば、それが世界最長の吊り橋であると同時に世界で一番高い橋になる予定である。

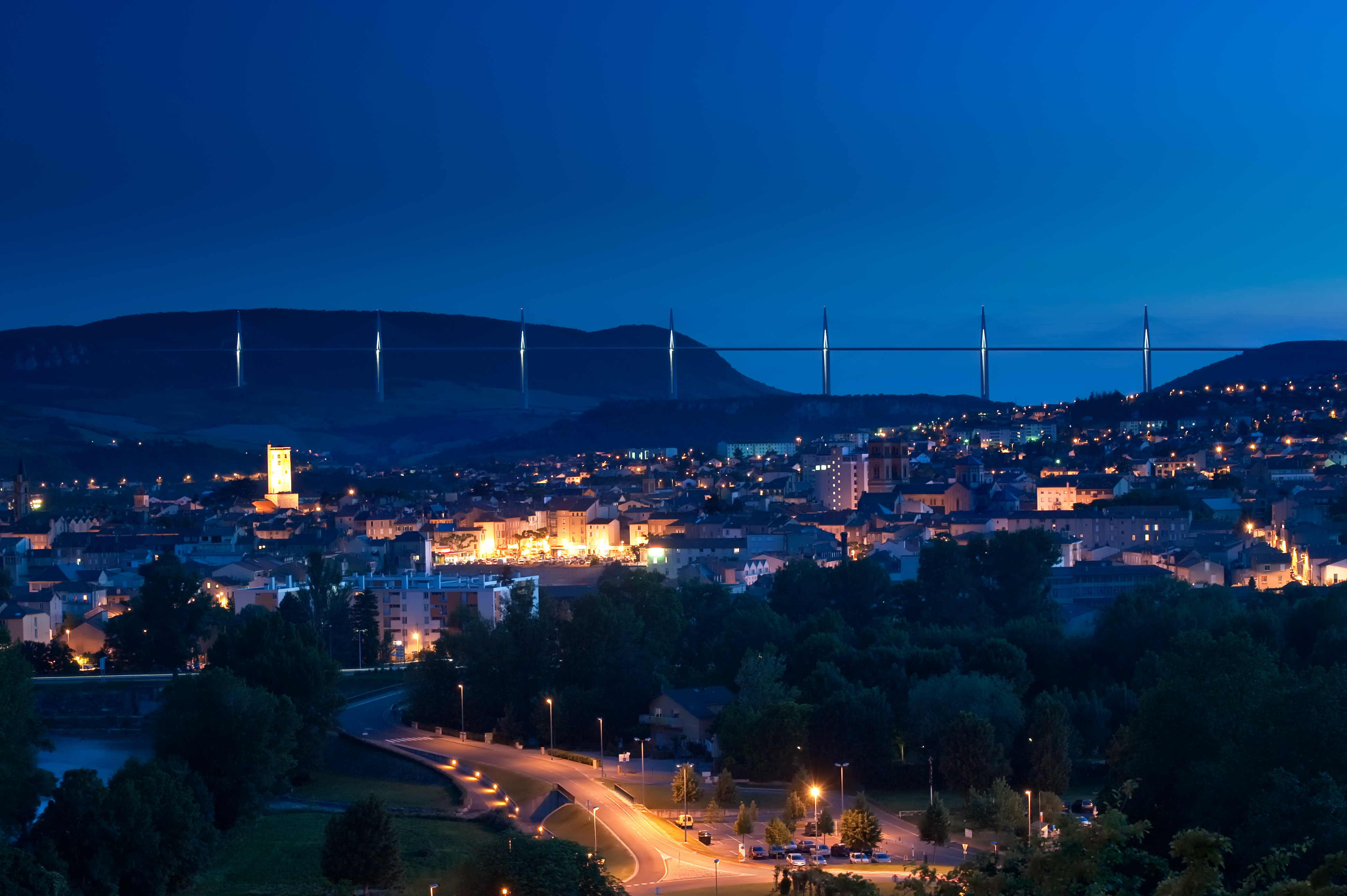
夜のミヨー市街とミヨー橋

ミヨー橋は地表面または水面から路面までの高さでは世界で10番目の高さになる。タルン川から約270mの高さにあるミヨー橋の主桁は、この橋の完成以前にヨーロッパ一の路面高であったオーストリアのオイロパ・ブリュッケ（ヨーロッパ橋）の190m に比べるとかなり高い。
タルン渓谷は早朝などに川霧が発生しやすい。このため、時間によっては高原の上から、雲海の上に架かったミヨー橋を見ることができる。

## 建設
ミヨー橋は2001年10月10日に着工され、工期は3年の予定であったが天候の影響で建設は遅れ、2005年1月に開通する予定に変更されていた。実際の開通はそれより数週間早い2004年12月で、当時のジャック・シラク大統領臨席のもと開通式典が行われた。

### 計画

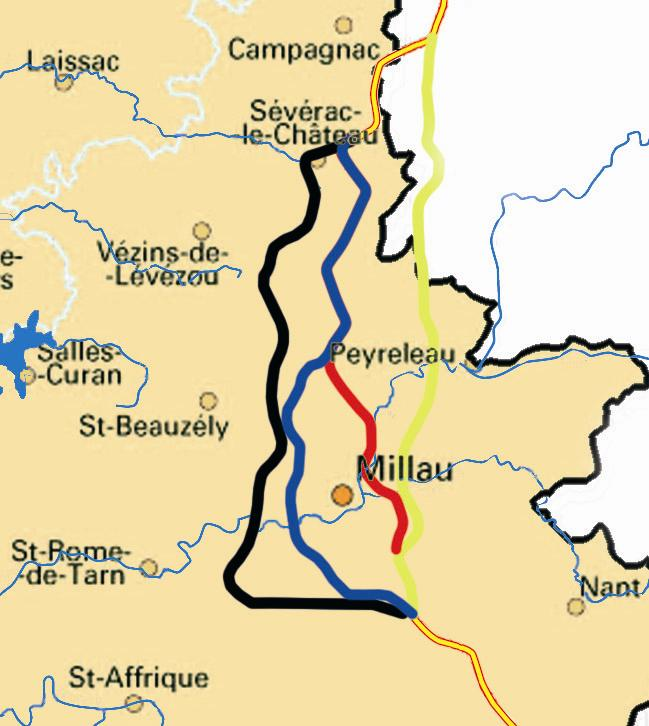
ミヨー橋建設前の路線案。青色が採用された

当初、タルン川渓谷を超えるにあたり4つの案が検討された。
1. ミヨーの街の東を通過する案（右図の黄色）。最短距離ではあるがタルン川とドゥルビー川 (Dourbie) を跨ぐ2つの巨大橋を架けることとなる。2つの川の源流部の景観と環境を破壊するうえ、通過交通にはいいが高原上からミヨーへのアクセスは悪くなる。
2. ミヨーの街の西を通過する案（右図の黒色）。技術的には最も簡単だが、12km道路が長くなり、橋が四つ必要になる。またルート上にある美しさで知られた村々の景観への影響が甚大。
3. 国道9号線に沿った橋を架ける案（右図の赤色）。ミヨーへのアクセスは良くなるが、街中に道路を通したり、街を跨ぐように橋を架けたりする事になり、既存の建物や将来の建築への影響が甚大。
4. ミヨーの街の両側の高原を直結し、渓谷のはるか上空を横断する案（右図の青色）。巨大橋が必要になり、地質的にも困難がある。

第1の案は環境への悪影響などにより反対された。第2の案や第3の案も技術やコストの面で問題を抱えていた。目の高さに橋を架けることによる景観破壊を避け、坂道なしでより高速で渓谷を通過するため、はるか上空を道路が通過する第4の案が1989年7月28日に政府によって採用された。
これにも、高い橋を架ける案と低い橋を架ける案の二つの案があった。低い橋を架ける案は200mの高さの橋をタルン川に架け、長さ2300mの高架橋がラルザック高原側の終点に達した地点でトンネルに入る案で、景観面ではより歓迎された。しかし検証の結果、低い橋の案は放棄された。トンネルが地下水面を分断するため街に悪影響が心配されること、石灰岩の高原を掘るトンネルにコストがかかること、道路距離が伸びることが理由であった。

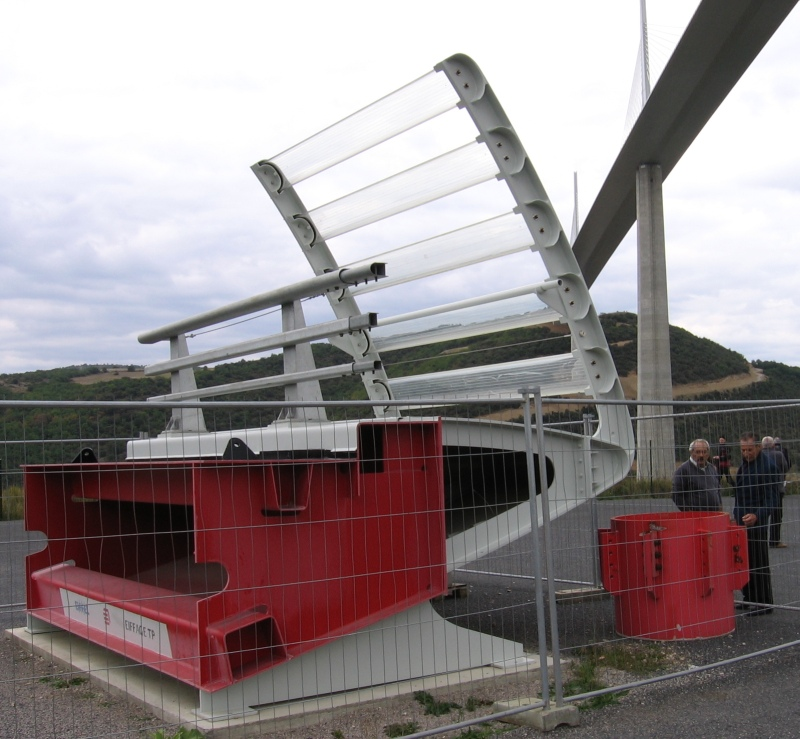
ミヨー橋の橋桁構造物の一部が見本として高架橋下に展示されている

### 設計

ミヨー橋の橋桁断面

高い高架橋を選んだ後、技術者と建築家の5つのチームが同時に技術的問題の解決にあたった。このうち、現在の橋のコンセプトを案出したのはフランス人技術者・デザイナーのミシェル・ヴィルロジューであった。設計はイギリスの建築家ノーマン・フォスター卿の事務所（フォスター・アンド・パートナーズ）が、技術面の責任を持つオランダのエンジニアリング会社ARCADISと協力しながら行い、渓谷の景観に雑然とした異物感を与えない、ミニマルですっきりとしたデザインに仕上がった。
また渓谷を流れる風の影響で橋にどういう力がかかるか、落橋や振動を防ぐにはどうすればよいか調べるため、数年間にわたる慎重な現地天候調査や、渓谷と橋の模型を用いた風洞実験が行われ、風を受け流すように橋桁の下部断面形状を逆三角形から現行の台形に変更するなど、フォスターの設計にも変更が加えられた。

### 工事
スペイン、フランス、イタリア、スウェーデンなど、ヨーロッパ全土の会社が共同企業体（JV:ジョイント・ベンチャー）を組んで橋の工事の入札に参加した。4つのJVのうち、フランス3位、全欧6位の公共工事会社エファージュ社とそのグループ企業のJVがミヨー橋事業を落札した。エファージュTP社が橋脚のコンクリートを、エッフェル社が鋼の橋桁を、エネルパック社が橋桁の架設作業を担当した。
GPSでの計測ほか最新の土木建築技術の粋を集め、わずか3年余りの工事で橋は完成した。必要なコンクリートは127,000 m3、鉄筋用の鋼材は19,000トン、ケーブルなどに使うPC鋼材は5,000トンに上った。エファージュ社は橋の寿命に関し、最低120年は持つと主張している。
完成した橋の建設費は合計3億9,400万ユーロに達し、さらに6km北の高架橋料金所建設に2,000万ユーロが掛かった。建設したエファージュ社は建設費を今後75年間（2080年まで）料金を徴収する権利でまかなうことになる。しかしこの徴収権で十分な利益が出た場合、フランス政府は完成40年後の2044年に橋の管理権を引き継ぐことができる。

## 諸元
- 全長：2,460m
- 主塔数：7
- 主塔の地面からの高さ：343m（第2主塔）
- 主塔の道路から上の高さ：87m
- 最大支間：342m
- 地面（水面）から道路までの高さ：最高部で270m
- 用途：道路橋（高速道路A75号線）
- 道路部分の幅：32.05m
- 車線数：4車線（片側2車線）
- 使用したコンクリートの量：85,000 m3
- 橋の全重量：290,000トン
- 一日の通行量：10,000-25,000台